# Podocalyx
Podocalyx là một chi thực vật có hoa trong họ Picrodendraceae.

## Loài
Chi Podocalyx gồm các loài: